# روبن باراخا
روبن باراخا (به اسپانیایی: Rubén Baraja) بازیکن فوتبال اهل اسپانیا است که از سال ۲۰۰۰ تا ۲۰۰۵ میلادی عضو تیم ملی فوتبال اسپانیا بوده و در ۴۳ بازی ملی حضور داشته‌است. او در بازی‌های ملی‌اش ۷ گل به‌ثمر رساند.